# Марк Марций
Марк Марций (лат. Marcus Marcius) — родоначальник рода Марциев, родственник Нумы Помпилия.

## Биография
Марк происходил из сабинян, перебрался в Рим вместе с Нумой (из города Кур).
Марк, согласно Плутарху, убеждал Нуму согласиться на царство, когда из Рима прибыли послы.
Когда Нума стал царём, он возвёл Марка в сенаторы.
После смерти Нумы Помпилия Марций оспаривал царскую власть с Туллом Гостилием, но потерпел неудачу, вследствие чего покончил с собой.
У него был сын — Нума Марций, который при Нуме был возведен в сан великого понтифика, а также был женат на дочери Нумы, Помпилии, от этого брака родился следующий царь после Гостилия, Анк Марций. А. В. Коптев делает предположение, что Марк Марций мог быть дядей Нумы Помпилия по матери (avunculus) и вторым после Тация тестем Нумы.